# SG Überruhr
Die Spielgemeinschaft Überruhr (SG Überruhr) ist der mitgliederstärkste Handballverein in Essen. Sie wurde im Jahre 1974 durch eine Kooperation des TB Überruhr und des HSV Überruhr gegründet. 2017 spielten vier Herren-, sechs Damen- sowie 12 Jugendmannschaften für die SGÜ.

## Männerhandball
Durch den Aufstieg der 1. Herren im Jahre 1978 in die Landesliga (6. Ligaebene), begann die SG Überruhr damit, sportliche Ziele zu forcieren und legte damit den Grundstein für eine erfolgreiche Entwicklung. 1981 folgte der Aufstieg in die Verbandsliga. Über Jahrzehnte hinweg gelang es nach dem direkten Wiederabstieg der Spielgemeinschaft, sich in der Landesliga zu etablieren.
In der Saison 2010/2011 gelang unter Trainer Bernd Vatter letztmals der erneute Aufstieg in die Verbandsliga, das Team stieg in der Spielzeit 11/12 jedoch wieder ab.
Für die Saison 2016/2017 schaffte die Mannschaft erneut den Aufstieg in die Oberliga. Für die Saison 2017/2018 erspielte sich die Mannschaft den Klassenerhalt in der Oberliga.

## Damenhandball
Die 1. Damenmannschaft hält sich seit Jahren in der Oberliga. In der Spielzeit 2011/2012 belegte das Team Platz drei und verpasste nur knapp den Aufstieg in die 3. Liga. Dadurch konnte die 2. Damen, die die Verbandsliga souverän gewann, nicht aufsteigen.
Ein Meilenstein gelang der 1. Damenmannschaft im Jahre 2011 mit der Teilnahme an der Hauptrunde des DHB-Pokals.

## Jugendhandball
Die Jugendabteilung der SG Überruhr sammelte in den letzten Jahren viele Erfolge. Neben zahlreichen Kreismeistertiteln gelang es vielen Mannschaften in den höchsten Ligen im Handballverband Niederrhein erfolgreich zu spielen.